# Ummidia algeriana
Espèce
Synonymes
- Actinopus algerianus Lucas, 1846

Ummidia algeriana est une espèce d'araignées mygalomorphes de la famille des Halonoproctidae.

## Distribution
Cette espèce se rencontre en Algérie et en Tunisie.

## Description
La femelle décrite par Arthur E. Decae en 2010 mesure 24,4 mm. Les femelles mesurent de 17,0 à 29,1 mm.

## Publication originale
- Hippolyte Lucas, « Histoire naturelle des animaux articulés », dans Exploration scientifique de l'Algérie pendant les années 1840, 1841, 1842 publiée par ordre du Gouvernement et avec le concours d'une commission académique, vol. 1, Paris, Imprimerie nationale, 1846, p. 89-271.